# Stazione di Terzo di Aquileia
La stazione di Terzo di Aquileia era una fermata posta lungo la linea ferroviaria Cervignano-Aquileia-Pontile per Grado.
Si trova nell'omonimo comune. 

## Storia
Fino al 1º settembre 1920 era denominata semplicemente "Terzo"; in tale anno assunse la nuova denominazione di "Terzo di Aquileia".

## Strutture e impianti
L'edificio presenta decorazioni in stile liberty con pregevoli rifiniture dipinte sui muri perimetrali al di sotto della linea di gronda. Attualmente è un rudere abbandonato. La dicitura "Pieris-Turriaco", collocata sulla struttura, rappresenta solamente parte di una scenografia che venne collocata lì per scopi cinematografici e mai rimossa.